# Rhapsodies pour la planète bleue
Rhapsodies pour la planète bleue is een studioalbum van Cyrille Verdeaux.
Rhapsodie is een album waarom bij in wezen klassieke muziek op moderne muziekinstrumenten wordt gespeeld. Het zijn geen bewerkingen, maar composities van Verdeaux; hij heeft in zijn jeugd diverse conservatoria doorlopen en dat is in dit werk te horen. De titel verried dat al; een rapsodie in een stijl van componeren in die klassieke muziek. Het onderwerp van de compact disc is het redden van de Moederplaneet, hetgeen direct in de eerste track wordt weergegeven (Sauve la mère planète). Het album is opgenomen in Valmondois (OM Studio) en in Santa Cruz (Californië) (tracks 3, 4, 7, 8 12).  

## Musici
- Cyrille Verdeaux – toetsinstrumenten en percussie
- Dallas Smith – lyricon, dwarsfluit, saxofoon (7, 8, 10 ,11)
- Jean-Philippe Rykiel – toetsinstrumenten (2, 7)
- Christian Boulé – gitaar, synthesizers (5)
- Don Lax – viool (3, 4, 12)
- Salam Hangher – tabla (6)
- Gunnar Amundson – zang (1,2)
- Pascal Menetrey – boodschapper (message)(1)

## Tracklist
Allen van Verdeaux

| Nr. | Titel                                        | Duur        |
| --- | -------------------------------------------- | ----------- |
| 1.  | Sauvez la mère planète (Message)             | 3:44        |
| 2.  | Ouverture en bleu (rhapsodies)               | 7:43        |
| 3.  | Voayage à Atlantis                           | 6:22        |
| 4.  | A Piece of Love                              | 4:52        |
| 5.  | Astral Journey                               | 4:48        |
| 6.  | J’ai du bon table                            | 6:41        |
| 7.  | Creation synthétique                         | 6:29        |
| 8.  | Green melodie                                | 4:29        |
| 9.  | Remember Jonathan                            | 3:41        |
| 10. | Aurore digitale                              | 8:15        |
| 11. | Evasion avec Krishna                         | 4:20        |
| 12. | Set the Spirit Free (Song et message de fin) | 4:25 + 0:50 |

Chakra 1: Ethnicolor's ·
Chakra 2: Journey to Tantraland ·
Chakra 3: Solar Transfusion ·
Chakra 4: Flowers from Heaven ·
Chakra 5: Rhapsodies pour la planète bleue ·
Chakra 6: Piano for the Third Ear ·
Chakra 7: Nocturnes digitales